# Amery, Wisconsin
Amery là một thành phố thuộc quận Polk, tiểu bang Wisconsin, Hoa Kỳ. Năm 2000, dân số của thành phố này là 2845 người.